# Andrés Nocioni
Andrés Marcelo Nocioni, né le 30 novembre 1979 à Santa Fe, est un joueur argentin de basket-ball.

## Biographie
Possédant la double nationalité italo-argentine, il débute dans la ligue argentine. Ses débuts lui offrent rapidement une place avec l'équipe nationale, remportant ainsi une médaille d'argent lors du championnat d'Amérique du Sud 2001. En 2002, il fait partie de la première équipe nationale à battre les États-Unis depuis que ceux-ci utilisent des joueurs de la NBA. Mais le championnat est remporté par l'équipe de Serbie-et-Monténégro.
Il rejoint la Liga ACB en Espagne dans le club de Tau Cerámica avec qui il remporte une Coupe du Roi puis obtient le titre de MVP de la Liga ACB 2004.
La même année, il emporte enfin les Jeux olympiques avec sa sélection nationale: avec le meilleur joueur du tournoi, son compatriote Emanuel Ginóbili, il remporte une nouvelle victoire face aux États-Unis ce qui lui offre une place en finale, finale qui se conclut par une victoire par 84 à 69 face à l'équipe d'Italie.
Il rejoint ensuite la NBA dans l'équipe des Bulls de Chicago. Une défense très physique et controversée l'empêche de disputer l'ensemble de sa saison de rookie : en fin de saison, il est suspendu pour un coup de coude au joueur des Pistons de Détroit Tayshaun Prince. Il dispute ainsi 81 rencontres de saison régulière, dont 38 dans le cinq de départ, pour des statistiques de 8,4 points, 4,8 rebonds, 1,5 passe en 23 minutes 4. Sa saison se termine par un premier tour de play-off, tour où il réussit l'un des meilleurs premiers matchs de play-off avec 25 points, 18 rebonds en 48 minutes.
Sa progression continue lors de sa deuxième saison avec de nouveau de bonnes performances en grands play-off face au futur vainqueur, le Heat de Miami.
En février 2009, il est envoyé aux Kings de Sacramento avec Drew Gooden contre Brad Miller et John Salmons. Pendant l'inter-saison 2010-2011, il est envoyé aux 76ers de Philadelphie avec Spencer Hawes en échange de Samuel Dalembert. En mars 2012, après onze matches depuis le début de la saison avec des statistiques de 1,5 point et 1,3 rebond en 5 minutes 1, il est libéré de son contrat par les Sixers. Il rejoint alors le championnat d'Espagne et signe pour la fin de saison avec son ancien club de Vitoria où évolue son compatriote Pablo Prigioni.
En avril 2014, il marque 37 points contre le FC Barcelone en Euroligue, réalisant la meilleure performance offensive de la saison. C'est aussi le plus grand nombre de points inscrit par un adversaire du Barça lorsque celui-ci évolue dans sa salle du Palau Blaugrana.
En juillet 2014, Nocioni rejoint le Real Madrid avec lequel il signe un contrat de deux ans.
Nocioni prend sa retraite à la fin de la saison 2016-2017.

## Clubs
- 1995 - 1996 :  Racing Club de Avellaneda
- 1996 - 1997 :  Olimpia de Venado Tuerto (LNB)
- 1997 - 1999 :  Independiente de General Pico (LNB)
- 1999 - 2000 :  Tau Vitoria (Liga ACB)
- 2000 - 2001 :  Bàsquet Manresa (Liga ACB)
- 2001 - 2004 :  Tau Vitoria (Liga ACB)
- 2004 - 2009 :  Bulls de Chicago (NBA)
- 2009 - 2010 :  Sacramento Kings (NBA)
- 2010 - 2012 :  76ers de Philadelphie (NBA)
- 2012 - 2014 :  Saski Baskonia (Liga ACB)
- 2014 - 2017 :  Real Madrid (Liga ACB)

## Palmarès

### Club
- Coupe du Roi en 2002, 2004, 2015 et 2016
- Champion d'Espagne en 2002, 2015 et 2016
- Supercoupe d'Espagne en 2014
- Euroligue en 2015
- Coupe intercontinentale en 2015

### Équipe nationale
- Jeux olympiques d'été
  -  Médaille d'or aux Jeux olympiques de 2004 à Athènes, en Grèce
  -  Médaille de bronze aux Jeux olympiques de 2008 à Pékin, en Chine
- En championnat du monde
  -  Médaille d'argent au championnat du monde 2002, aux États-Unis
- Championnat des Amériques.
  -  Vainqueur du Championnat des Amériques 2001 à Neuquén, Argentine.
  -  Vainqueur du Championnat des Amériques 2011 à Mar del Plata, Argentine.
  -  Médaille d'argent au Championnat des Amériques 2003 à San Juan, Porto Rico.
  -  Médaille d'argent au Championnat des Amériques 2015 à Mexico, Mexico.
  -  Médaille de bronze au Championnat des Amériques 1999 à San Juan, Porto Rico.
- Championnat d'Amérique du Sud 2001

## Distinctions personnelles
- MVP de la Liga ACB en 2004.
- Élu dans la deuxième meilleure équipe-type de l'Euroligue en 2003 et 2004[8].
- Meilleur joueur du Final Four de l'Euroligue en 2015.